# دائرة ترعي باينان
دائرة ترعي باينان هي إحدى دوائر ولاية ميلة الجزائرية.